# Termitomorpha sinuosa
Termitomorpha alata (лат.) — вид мелких термитофильных коротконадкрылых жуков рода Termitomorpha из трибы Corotocini (Aleocharinae). Южная Америка. Видовое название «sinuosa» — это латинское прилагательное, означающее «полный изгиб», из-за извилистых латеральных краев переднеспинки. 

## Распространение
Южная Америка, Бразилия (Пара).

## Описание
Мелкие термитофильные коротконадкрылые жуки (длина около 5 мм) с раздутым физогастрическим брюшком, напоминающим по форме рабочих термитов. Максимальная ширина надкрылий 0,8 мм. Голова, переднеспинка и надкрылья от красно-коричневых до темно-коричневых, брюшко желтоватое до светло-коричневого с сегментами 3—5 светлее, чем 6—8 и крупными мембранистыми участками между сегментами 2—3, 3—4, 4—5 и 5—6; придатки равномерно светло-коричневые. Дорсальная поверхность головы, переднеспинки и надкрылий блестящая с редкими сетчатыми порами. Нижнечелюстные щупики 4-члениковые, нижнегубные щупики состоят из 3 сегментов. Формула лапок 5-5-5. Специализированные облигатные симбионты определённых видов термитов подсемейства Nasutitermitinae. Обнаружены в термитнике Nasutitermes.

## Систематика
Вид был впервые описан в 2018 году по типовому материалу из Бразилии. Termitomorpha sinuosa отличается от T. manni (Seevers, 1946) уменьшающимися в длину размерами 6—10 члеников усиков, передним краем клипеуса, слабо выемчатым и извилистыми латеральными краями переднеспинки.